# كليمنت بادن
كليمنت بادن (بالفرنسية: Clément Badin)‏ هو لاعب كرة قدم فرنسي في مركز نصف الجناح، ولد في 26 مايو 1995 في Bruges, Gironde ‏ في فرنسا. لعب مع جيروندان بوردو ونادي تريليساك ونادي ليبورن.

## وصلات خارجية
- كليمنت بادن على موقع قاعدة بيانات كرة القدم.إي يو (الإنجليزية)
- كليمنت بادن على موقع Soccerway.com (الإنجليزية)
- كليمنت بادن على موقع AS.com (الإسبانية)